# Lohtaja
Lohtaja (in svedese Lochteå) è stato un comune finlandese di 2 883 abitanti, situato nella regione dell'Ostrobotnia Centrale. È stato soppresso nel 2009 ed è ora compreso nel comune di Kokkola.